# Old Harbor
Old Harbor é uma cidade localizada no estado americano de Alasca, no Distrito de Kodiak Island.

## Demografia
Segundo o censo americano de 2000, a sua população era de 237 habitantes.
Em 2006, foi estimada uma população de 216, um decréscimo de 21 (-8.9%).

## Geografia
De acordo com o United States Census Bureau, a localidade tem uma área de 70,4 km², dos quais 54,4 km² cobertos por terra e 16,0 km² cobertos por água.

## Localidades na vizinhança
O diagrama seguinte representa as localidades num raio de 80 km ao redor de Old Harbor.